# Geranomyia guianensis
Geranomyia guianensis is een tweevleugelige uit de familie steltmuggen (Limoniidae). De soort komt voor in het Neotropisch gebied.